# 2004年麥加踩踏事故
2004年麥加踩踏事故又稱2·1沙特麦加踩踏事件，為2004年2月1日於沙烏地阿拉伯伊斯兰教圣地麦加所發生的踩踏事故，共造成251名穆斯林信徒死亡，其中罹難者包含5名中国朝觐者。